# Dunaharaszti
Dunaharaszti je mesto na Madžarskem, ki upravno spada v podregijo Ráckevei Županije Pešta.